# 原口純允

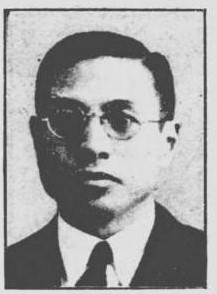
原口純允

原口 純允（はらぐち すみちか、1898年（明治31年）1月24日 - 1980年（昭和55年）3月23日）は、昭和期の実業家、政治家。衆議院議員、鹿児島県伊佐郡大口町長。

## 経歴
鹿児島県伊佐郡菱刈村（菱刈町を経て現伊佐市）で生まれた。1921年（大正10年）東京帝国大学経済学部商業学科を卒業。
1921年（大正10年）5月、南満州鉄道（満鉄）に入社し、電気作業所に配属された。1926年（大正15年）6月、電気作業所が満鉄から独立し南満洲電気 (株) （のち大連都市交通）に改組し同社員となり、奉天支店長、長春支店長、新京支店長を歴任。1934年（昭和9年）12月、南満洲電気が満洲電気股份有限公司に合併し、同公司総務部人事課長に就任し、1936年（昭和11年）総務部附参事に異動し、同年5月に依願退社した。
政治結社満州青年連盟と関係していたが同会が解散し、その後継組織の設立のため満州各地の青年同志会の結集に尽力し、1933年（昭和8年）9月に満州青年同志会を設立した。この間、菅波三郎陸軍中尉と交流し、その国家革新思想に共鳴した。そのため、1936年の二・二六事件後に内乱罪で検挙されたが予審で免訴となった。満州国、関東州から3年間の退去命令を受け、同年5月、菱刈村に帰郷した。1937年（昭和12年）日中戦争が始まり、同年11月に北京に赴き、興中公司電業部次長に就任。北支那開発 (株) が設立されると電業部次長となり中国華北の電気事業統制を担った。その他、済南電力股份有限公司重役、芝罘電業股份有限公司重役なども務めた。
当時の鹿児島県知事・薄田美朝の強い勧めを受けて1942年（昭和17年）4月の第21回衆議院議員総選挙（翼賛選挙）で翼賛政治体制協議会推薦候補として鹿児島県第2区から出馬して当選。選挙無効判決による1945年（昭和20年）の再選挙でも当選。この間、大蔵省委員、翼賛政治会政調内閣委員、大口町長などを務め、無所属倶楽部に所属して衆議院議員に1期在任した。戦後、公職追放となった。
その後、光南産業社長、鹿児島酸素社長、南日本観光会長、自由民主党鹿児島県連顧問などを務めた。

## 伝記
- 原口純允先生喜寿記念誌刊行委員会編『原口純允喜寿記念』原口純允先生喜寿記念誌刊行委員会、1975年。※鹿児島県立図書館所蔵